# Lanark—Frontenac—Lennox and Addington (circonscription provinciale)
Circonscription électorale provinciale du Canada
Lanark—Frontenac—Lennox and Addington est une ancienne circonscription provinciale de l'Ontario représentée à l'Assemblée législative de l'Ontario de 2007 à 2018.

## Députés
| Législature | Années    | Député | Député        | Parti                     |
| --- | --------- | ------ | ------------- | ------------------------- |
| Lanark—Frontenac—Lennox and Addington Circonscription issue de Hastings—Frontenac—Lennox and Addington et Carleton |           |        |               |                           |
| 39e | 2007–2011 |        | Randy Hillier | Progressiste-conservateur |
| 40e | 2011–2014 |        | Randy Hillier | Progressiste-conservateur |
| 41e | 2014–2018 |        | Randy Hillier | Progressiste-conservateur |
| Circonscription dissoute parmi Lanark—Frontenac—Kingston et Hastings—Lennox and Addington                          |           |        |               |                           |